# Chimichurri
Chimichurri (nebo chimmichurri) [čimičuri] je nevařená omáčka, která se používá při vaření nebo jako koření na stůl na grilované maso. Vznikla v Argentině a může být buďto zelená (chimichurri verde), nebo červená (chimichurri rojo). Je vyrobena z jemně nasekané petrželky, mletého česneku, olivového oleje, oregana a z červeného vinného octa. Dominantní chutí jsou petržel a česnek. Je široce používána v Argentině a Uruguayi.

## Etymologie
Název omáčky pravděpodobně pochází z baskického slova tximitxurri, volně přeloženo „směs několika věcí v náhodném pořadí“; mnoho Basků se usadilo v 19. století v Argentině a dali tak omáčce název, který se přenesl do španělštiny.
Další výklady, téměř určitě mylné, vysvětlují jméno jako zkomolení anglických slov, nejčastěji jmen „Jimmy Curry“ nebo „Jimmy McCurry“, případně spojení „dej mi kari“; žádný důkaz ale pro tato vysvětlení zatím neexistuje.

## Příprava
Chimichurri se vyrábí z jemně nasekané petrželky, mletého česneku, olivového oleje, oregana, rozdrcené červené papričky a bílého nebo červeného vinného octa. V červené verzi může také být rajče a kapie. Chimichurri se může přidávat k masu v průběhu pečení nebo se přidá až k hotovému pokrmu. Omáčka také může být použita jako chuťová přísada či jako marináda na grilované maso. Chimichurri se prodává v lahvičkách nebo v prášku, který se pak smíchá s olejem a vodou.